# Благоволительницы
«Благоволи́тельницы» (фр. Les Bienveillantes) — исторический роман, написанный на французском языке американским автором Джонатаном Литтеллом. Данное произведение стало бестселлером во Франции и широко обсуждалось в газетах, журналах (в том числе научных), книгах и на семинарах. В 2006 году роман был награждён одними из самых престижных французских литературных премий: Гран-при Французской академии и Гонкуровской. По состоянию на ноябрь 2012 года роман был переведён на 19 языков.

## Название

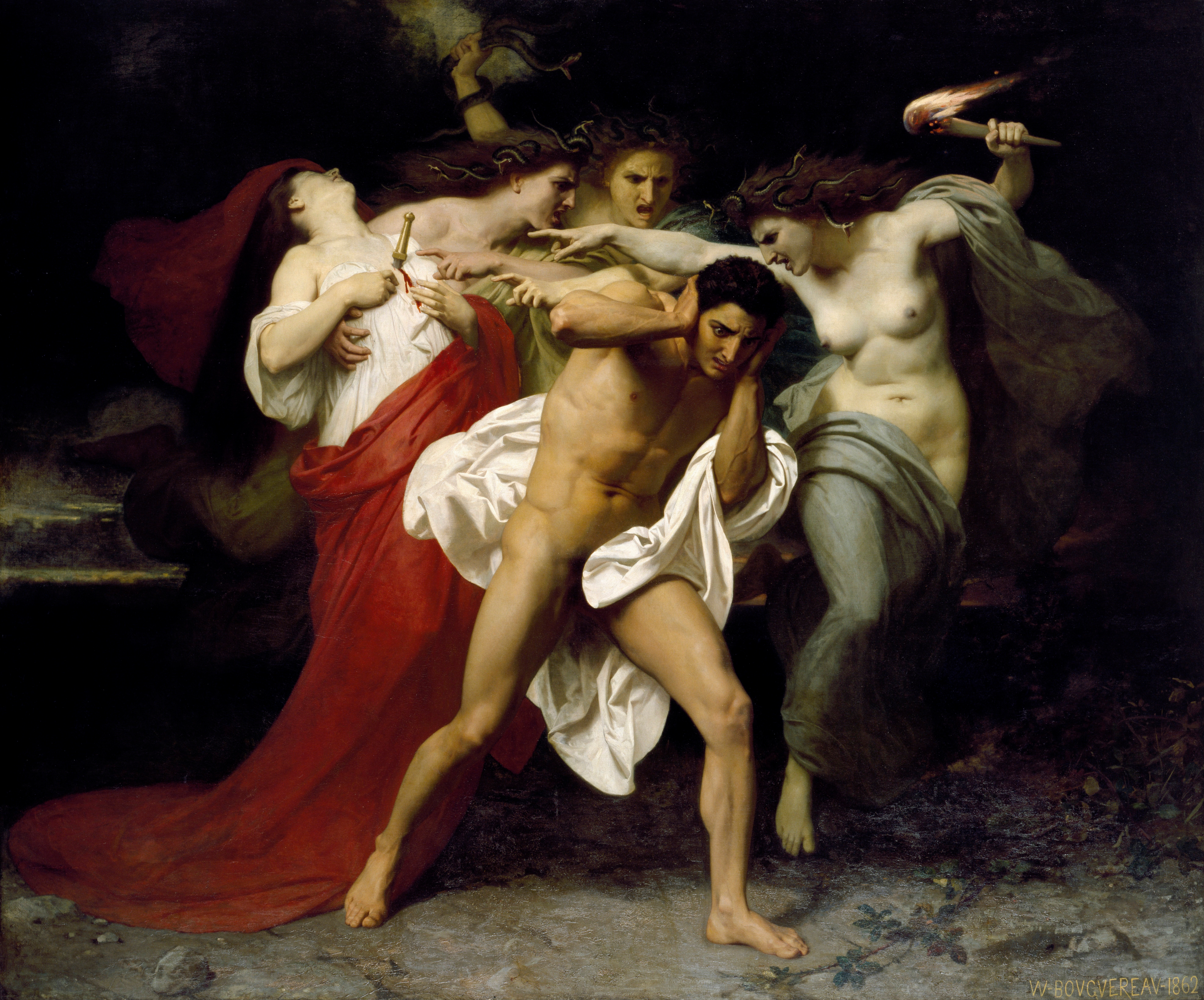
«Раскаяние Ореста, или Орест, преследуемый Эриниями», А. В. Бугро, 1862

«Благоволительницы» из названия романа — это богини мести Эринии из древнегреческой мифологии, другое имя которых — Эвмениды — означает «Милостивые». Сюжет об убийстве матери и отчима главным героем обыгрывает известный греческий миф об Оресте, нашедший отражение в трагедиях Эсхила, Софокла и Еврипида. Орест, мстя за своего отца Агамемнона, убил мать Клитемнестру и её любовника Эгисфа.
Сестра Максимилиана Ауэ Уна приобретает черты мифической Электры, однако её же черты приобретает и сам Ауэ: в одном из эпизодов он вспоминает, как в школьной постановке исполнял роль Электры.

## Сюжет
Исторический роман написан от лица офицера СС по имени Максимилиан Ауэ и охватывает период с начала военных действий в Советском Союзе в 1941 году до падения Берлина. Композицию романа составляют семь частей, воспроизводящих строение сюит Жана-Филиппа Рамо, любимого композитора Литтелла.
- Токката. Спустя годы после окончания войны Ауэ, живущий под вымышленным именем во Франции, рассказывает о себе. Он управляет фабрикой по производству кружев, по необходимости женился и стал отцом, сохранив однако гомосексуальные наклонности.
- Аллеманды I и II. Ауэ получает назначение в айнзацгруппу, которая действует на Украине, хотя большую часть времени Ауэ является наблюдателем, а не непосредственным участником событий. В числе прочего рассказчик описывает массовые убийства евреев в Бабьем Яру. Позже его переводят в Кавказские Минеральные Воды. Здесь Ауэ проводит подробное научное исследование, имеющее целью установить, являются ли горские евреи евреями с точки зрения нацистской расовой теории и, следовательно, подлежат ли уничтожению. После отдыха в санатории, который Ауэ получает из-за нервного расстройства, враждебный ему вышестоящий офицер добивается перевода Ауэ в Сталинград.
- Куранта. Ауэ оказывается в окружённой немецкой группировке в последние дни Сталинградской битвы. В одном из эпизодов Ауэ допрашивает пленного советского комиссара; предмет их разговора — сходство и различие советского государства и нацистской Германии. После пулевого ранения в голову Ауэ эвакуируют из окружения.
- Сарабанда. Ауэ восстанавливается после ранения в госпитале. Однажды его посещает сам Генрих Гиммлер, который награждает его Железным крестом первого класса. Вылечившись, Ауэ отправляется к своей матери, которая живёт в Антибе с новым мужем французом Аристидом. Утром, проснувшись, Ауэ обнаруживает, что его мать и отчим жестоко убиты. Он тайно покидает дом и возвращается в Берлин.
- Менуэт (в рондо). Ауэ получает новое назначение в министерство внутренних дел, где его новой сферой деятельности становятся концентрационные лагеря. Он наблюдает, как концентрационные лагеря становятся местом конфликта идейных нацистов, выступающих за «окончательное решение еврейского вопроса» (таких как Эйхман), и промышленного блока, возглавляемого Шпеером, который заинтересован в сохранении евреев в качестве рабской силы. В рамках своих заданий Ауэ посещает Белжец и Освенцим, а позднее едет в Венгрию, где идёт подготовка массовой депортации евреев в Освенцим. В этот же период его начинают регулярно посещать два детектива из Крипо, которые подозревают его в убийстве матери и отчима.
- Напев. Ауэ посещает пустой особняк своей сестры и её мужа. Он напивается и, обуреваемый эротическими фантазиями о сестре, пускается в нарциссистическую оргию.
- Жига. Томас Хаузер, друг и «ангел-хранитель» Ауэ, вытаскивает его из дома сестры и доставляет через линию фронта в Берлин, где Ауэ наблюдает приготовления высших чинов к побегу. Когда Гитлер лично награждает отличившихся в своём бункере, Ауэ непроизвольно кусает его за нос, однако в возникшем хаосе избегает расстрела и скрывается. В тоннеле Берлинского метрополитена он натыкается на двух детективов, которые не смогли добиться его уголовного преследования и теперь намерены совершить самосуд. Однако одного из них там же убивает пуля советского солдата, и Ауэ снова получает возможность скрыться. Он оказывается в разрушенном Берлинском зоопарке, где его настигает второй детектив. Неожиданно снова рядом оказывается Томас, который убивает детектива. Ауэ тут же убивает Томаса, забрав документы на имя француза, якобы депортированного в Германию на принудительные работы, которые тот заранее заготовил. В последних строках книги Ауэ говорит: «Я остался <…> один на один со временем, печалью, горькими воспоминаниями, жестокостью своего существования и грядущей смерти. Мой след взяли Благоволительницы».

## Оценки критиков

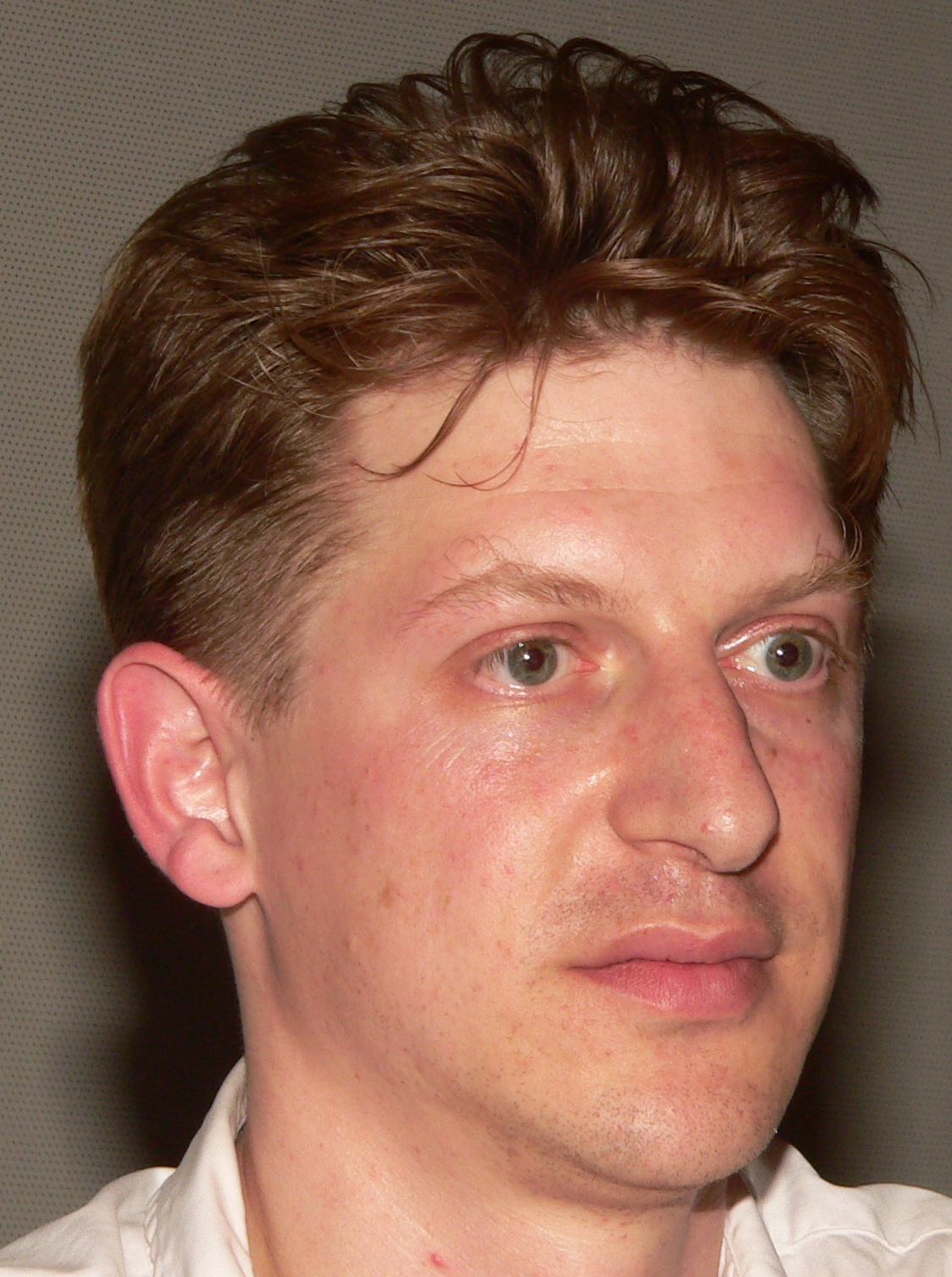
Джонатан Литтелл в 2007 году

Во Франции «Благоволительницы» были награждены наиболее престижными литературными наградами: Большой премией Французской академии и Гонкуровской премией. Еженедельник «Le Nouvel Observateur» назвал роман «новой „Войной и миром“».
Рецензент The Guardian Джейсон Берк высоко оценивает книгу и как художественное произведение, показывающее превращение обычного человека в убийцу, и как исследование, восстанавливающее историю Холокоста с документальной точностью. Отмечая определённые недостатки, такие как многословность Литтелла или избыточное описание сексуальных фантазий протагониста, Берк тем не менее приходит к выводу, что Литтелл справился с задачей, которая ранее не покорилась многим честолюбивым авторам. Анна Наринская («Коммерсантъ-Weekend») отмечает своеобразную силу и притягательность романа, который, несмотря на множество клише, всё же оказывается достаточно убедительным для того, чтобы заронить в душу читателя ключевую мысль, предлагаемую главным героем, — мысль «о возможности пересмотра нашей оценки нас самих, а вернее — нашей самодовольной уверенности в том, что мы бы уж точно никогда, ни при каких обстоятельствах не стояли бы „с ружьём у расстрельного рва“. Несколько раз на протяжении этой страшно длинной книги читатель с болезненным чувством осознаёт, что эта уверенность, да, колеблется». Резко негативно оценил роман поэт и критик Григорий Дашевский, увидевший в нём только умело устроенный болезненный аттракцион. С его точки зрения, автор сконструировал сознание Ауэ из известных читателю культурных формул, но не предложил никакого по-настоящему нового опыта. Не более чем набором извращённых фантазий, мемуарами Рудольфа Хёсса, обработанными плохим подражателем де Сада и Жене сочла «Благоволительниц» автор «The New York Times» Митико Какутани. Дмитрий Быков высказал предположение, что важным источником «Благоволительниц» стал роман Ильи Эренбурга «Буря».

## Перевод
Писатель Джонатан Литтелл заявил, что при переводе на русский язык романа «Благоволительницы» издательство Ad Marginem удалило большие куски текста (около 20 страниц): «Они напечатали что угодно, но не мою книгу, её текст отцензурирован».
Автор не дал разрешение на издание романа на Украине. Поскольку в романе нелестным образом представлен украинский коллаборационизм, издательство «Старый лев» (Львов) потребовало включить в роман написанное украинским историком послесловие, в котором он изложил бы свое видение контекста романа.